# Komitat Heves és Külső-Szolnok

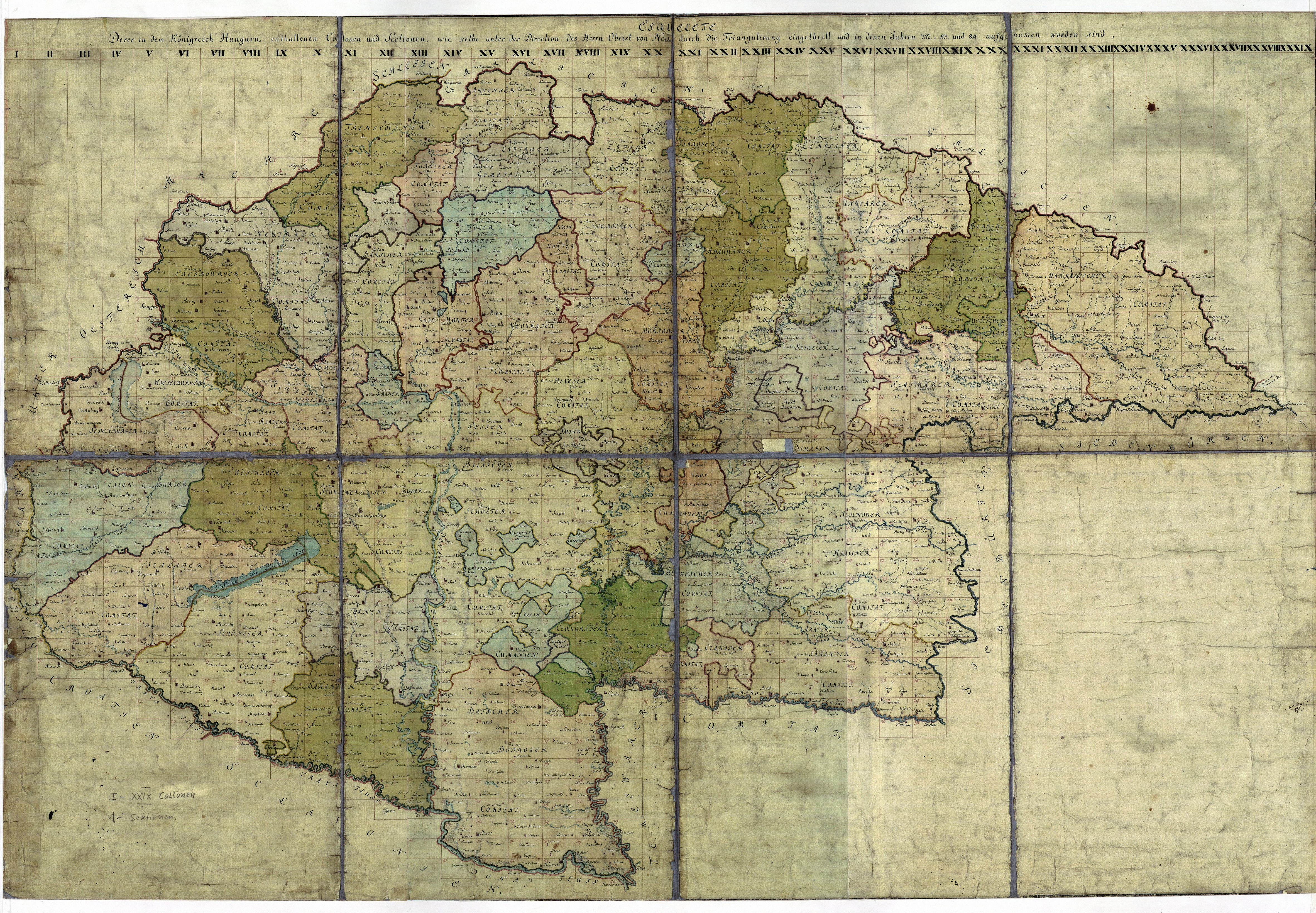
Das Komitat Heves és Külső-Szolnok (mittig in hellgrün) auf einer Karte der Josephinischen Landesaufnahme

Das Komitat Heves és Külső-Szolnok (ungarisch Heves és Külső-Szolnok vármegye) war eine Verwaltungseinheit im Zentrum des Königreichs Ungarn. Verwaltungssitz war Eger.

## Beschreibung
Das Komitat nahm ungefähr die Gebiete der heutigen Komitate Heves und Jász-Nagykun-Szolnok ein. Es hatte eine außergewöhnliche große Nord-Süd-Ausdehnung.
Es grenzte im Norden an die Komitate Nógrád, Gömör és Kishont und Borsod, im Osten an das Komitat Szabolcs und den Jászkun-Distrikt, im Süden an die Komitate Békés und Csongrád, und im Westen an das Komitat Pest-Pilis-Solt.

## Geschichte
Nach dem Feldzug von 1552 war die Burg Szolnok und Teile des Komitates Külső-Szolnok türkische besetzt. Infolgedessen konnten die Institutionen des Komitates nicht mehr aufrechterhalten werden. Aus den nicht von den Türken besetzten Teilen der Komitate Heves und Külső-Szolnok wurde das neue Komitat gebildet.
Nach dem Fall der Burg Eger (1596), die unter türkische Herrschaft kam, fanden Komitatsversammlungen 1609 in Rimaszombat und ab 1613 in Fülek statt.
Das Komitat ist 1876 im Zuge der Komitatsreform in die Komitate Heves und Jász-Nagykun-Szolnok aufgegangen.